# Campionato internazionale di scherma 1934
Il dodicesimo campionato internazionale di scherma si è svolto nel 1934 a Varsavia, in Polonia.
Sono stati assegnati 2 titoli femminili e 6 titoli maschili:
- femminile
  - fioretto individuale
  - fioretto a squadre
- maschile
  - fioretto individuale
  - fioretto a squadre
  - sciabola individuale
  - sciabola a squadre
  - spada individuale
  - spada a squadre

## Risultati

### Uomini
| Evento                          | Oro | Argento | Bronzo |
| Spada                           | | | |
| Spada individuale (dettagli)    | Pál Dunay                                                                                                | Gustaf Dyrssen | Hans Drakenberg                                                                                              |
| Spada a squadre (dettagli)      | Francia Georges Buchard Philippe Cattiau Michel Godin René Lemoine Michel Pécheux Jean Piot              | Italia Giancarlo Brusati Giancarlo Cornaggia-Medici Roberto Battaglia Saverio Ragno Giorgio Rastelli Franco Riccardi | Svezia Hans Drakenberg Gustaf Dyrssen Carl Gripenstedt Nils Hellsten Sven Thofelt Bertil Uggla               |
| Fioretto                        | | | |
| Fioretto individuale (dettagli) | Giulio Gaudini                                                                                           | Gustavo Marzi | Giorgio Bocchino                                                                                             |
| Fioretto a squadre (dettagli)   | Italia Giorgio Bocchino Manlio Di Rosa Giulio Gaudini Gioacchino Guaragna Gustavo Marzi Giuliano Nostini | Francia René Bougnol André Gardère Édouard Gardère Michel Godin René Lemoine                                         | Germania Erwin Casmir Julius Eisenecker August Heim Stefan Rosenbauer                                        |
| Sciabola                        | | | |
| Sciabola individuale (dettagli) | Endre Kabos                                                                                              | Giulio Gaudini | László Rajcsányi                                                                                             |
| Sciabola a squadre (dettagli)   | Ungheria Jenő Erdélyi Aladár Gerevich György Jekelfalssy Endre Kabos László Rajcsányi Imre Rajczy        | Italia Giulio Gaudini Gustavo Marzi Aldo Montano Vincenzo Pinton Emilio Salafia Angiolo Treves                       | Polonia Władysław Dobrowolski Leszek Lubicz-Nycz Władysław Segda Antoni Sobik Marian Suski Tadeusz Friedrich |

### Donne
| Evento                          | Oro                                                                                  | Argento                                                  | Bronzo                                                                               | Bronzo                                                                |
| Fioretto                        |                                                                                      |                                                          |                                                                                      |                                                                       |
| Fioretto individuale (dettagli) | Ilona Elek                                                                           | Margit Elek                                              | Hedwig Haß                                                                           |                                                                       |
| Fioretto a squadre (dettagli)   | Ungheria Erna Bogáti Margit Danÿ Ilona Elek Margit Elek Katalin Horváth Ilona Vargha | Germania Hedwig Haß Henni Jüngst Olga Oelkers Leni Oslob | Regno Unito Mary Geddes Judy Guinness Gwendoline Neligan Kathleen Stanbury-Statbourg | Italia Ada Biagini Marisa Cerani Letizia Meneghelli Germana Schwaiger |

## Medagliere
| Posizione | Nazione     |   |   |   | Totale |
| --------- | ----------- | - | - | - | ------ |
| 1         | Ungheria    | 5 | 1 | 1 | 7      |
| 2         | Italia      | 2 | 4 | 2 | 8      |
| 3         | Francia     | 1 | 1 | 0 | 2      |
| 4         | Germania    | 0 | 1 | 2 | 3      |
| 4         | Svezia      | 0 | 1 | 2 | 3      |
| 6         | Regno Unito | 0 | 0 | 1 | 1      |
| 6         | Polonia     | 0 | 0 | 1 | 1      |
| Totale    | Totale      | 8 | 8 | 9 | 25     |